# علم الأنساب

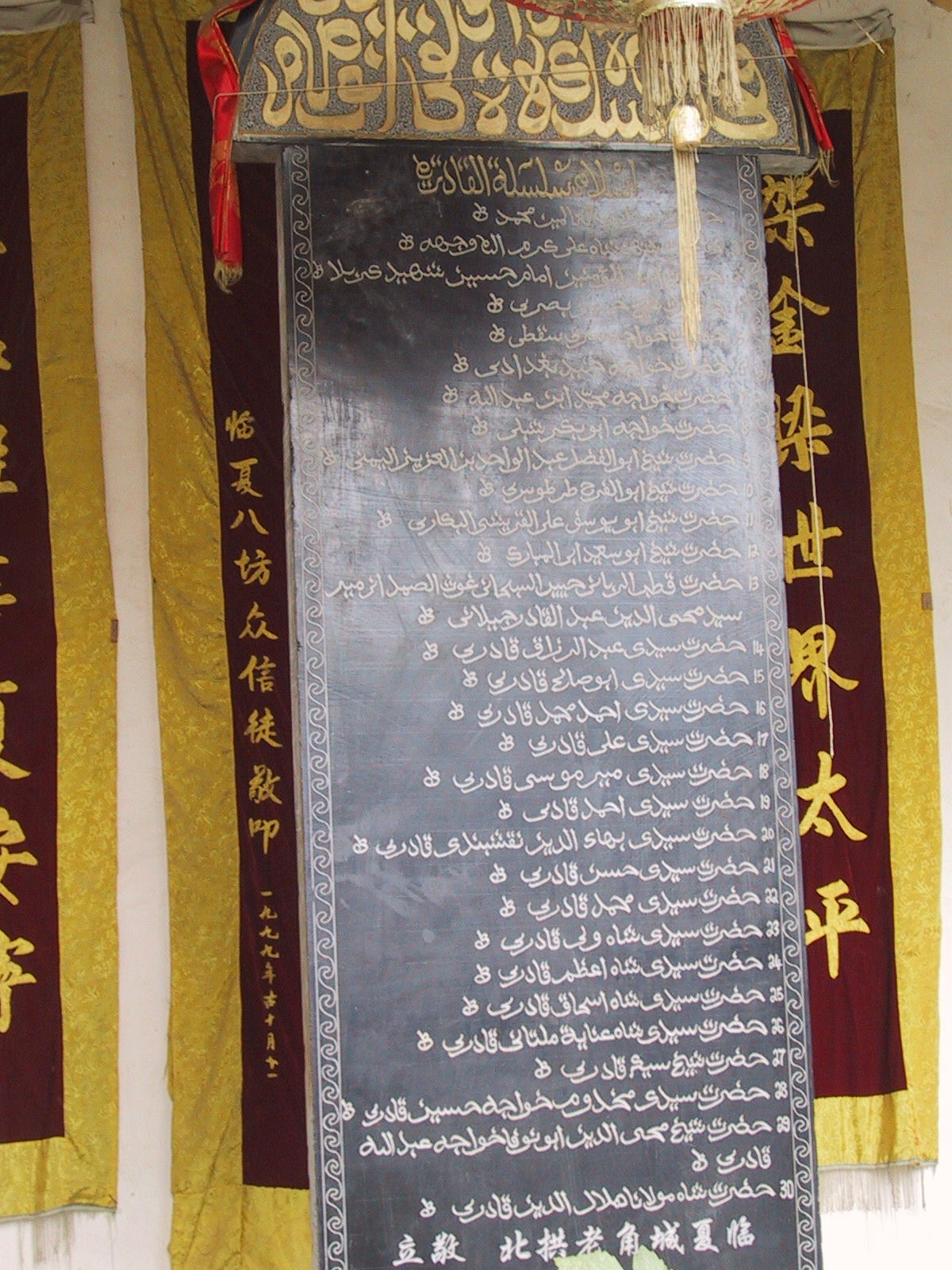
لوح عليه نسب علماء لينشيا في الصين

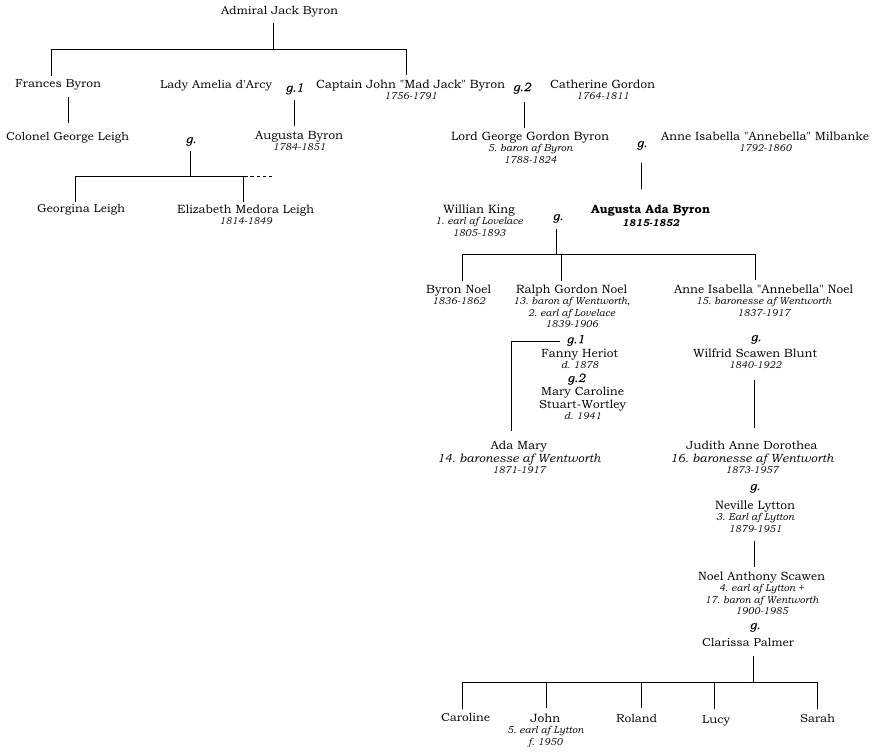
Arbre descendant

علم الأنساب أو جينيالوجيا هو علم مهتم بأنساب القبائل والعشائر والاسر المحلية. ويُسمى عالم الأنساب نسَّابَة أو نَسَّابًا أو أنسابيًّا.

## تعريفه
هو علم يتعرف منه أنساب الناس وقواعده الكلية والجزئية والغرض منه الاحتراز عن الخطأ في نسب شخص ما، وهو علمٌ مهم لدى العرب والمسلمين، حيثُ أشير له في القرآن «وجعلناكم شعوبا وقبائل لتعارفوا» كما وحثّ الرسول محمد في حديثه «تعلموا الأنساب كي تصلوا أرحامكم»، وحث على تعلمه والعرب قد اعتنى في ضبط نسبه إلى أن أكثر أهل الإسلام قد اختلط أنسابهم بالأعاجم فتعذر ضبطه بالآباء فانتسب كل مجهول النسب إلى بلده أو حرفته أو نحو ذلك حتى غلب هذا النوع قال صاحب «كشف الظنون»: وهذا العلم من زياداتي على: «مفتاح السعادة» والعجب من ذلك الفاضل كيف غفل عنه مع أنه علم مشهور طويل الذيل وقد صنفوا فيه كتبا كثيرة.
والذي فتح هذا الباب وضبط علم الأنساب هو: الإمام النسابة هشام بن محمد بن السائب الكلبي المتوفى سنة 204 فإنه صنف فيه خمسة كتب: «المنزلة» و «الجمهرة» و «الوجيز» و «الفريد» و «الملوك» ثم اقتفى أثره جماعة أوردنا آثارهم هنا منها: «أنساب الأشراف» لأبي الحسن أحمد بن يحيى البلاذري وهو كتاب كبير كثير الفائدة كتب منه عشرين مجلدا ولم يتم
و: «أنساب حمير وملوكها» لعبد الملك بن هشام صاحب: «السيرة»
و: «أنساب الرشاطي»
و: «أنساب الشعراء» لأبي جعفر محمد بن حبيب البغدادي النحوي. (2 / 115)
و: «أنساب السمعاني التميمي».
و: «أنساب قريش» لزبير بن بكار القرشي.
و: «أنساب المحدثين» للحافظ محب الدين محمد بن محمود بن النجار البغدادي.
و «أنساب القاضي المهذب». انتهى ملخصا. ولعلنا تكلمنا عن النسب في رسالتنا: «لقطة العجلان فيما تمس إلى معرفته حاجة الإنسان» فليراجعها المحقق فإنه مفيد جدا. المرجع: كتاب أبجد العلوم الوشي المرقوم في بيان أحوال العلوم للقنوجي.
ولعلم النسب طرائق عدة سلكها علماء النسب في التصنيف فيه، وهذه الطرق:
1. سرد أنساب القبائل العربية في مصنف.كما فعل ابن الكلبي، وابن حزم وغيرهما.
2. سرد أنساب قبيلة معينة في مؤلف مستقل.
3. الاهتمام بنسب الأمهات. كما فعل ابن حبيب في كتابه «أمهات النبي»، وصاحب «جمهرة أنساب أمهات النبي»، العلامة مرتضى الزبيدي في رسالته عن العواتك أمهات النبي صلى الله عليه وسلم، ويذكر أن الإمام الشافعي كان مبرزاً في هذا الجانب.
4. تبيين المؤتلف والمختلف في النسبة، والمتفق والمفترق، وهذه طريقة علماء الحديث، الذين كان لهم منهجهم في التصنيف في الأنساب وضبطها.

## الجهات العلمية لتوثيق الأنساب
يطلق مصطلح (النسابة) على البليغ العالم بالأنساب وفي حديث أبي بكر -رضي الله عنه- وكان رجلا نسابة وقد شمل تدوين النسب بعض المكتبات التاريخية في العالم الإسلامي كمكتبة الحرم المكي الشريف في مكة المكرمة وتحتوي على مخطوطات علمية خاصة بالإرث الحجازي فيما دُوِّن من الأنساب القرشية والعربية في المجمل كما تحوي مكتبة المسجد النبوي الشريف في المدينة المنورة التاريخية واللتي تقع في الدور العلوي من الحرم المدني مخطوطات نفيسة هي عبارة عن كتب في الأنساب ومنها مايذكر أنساب الشرفاء في المملكة المغربية، كما أن التاريخ وثق تأسيس نقابة للأنساب الهاشمية في العصر العباسي بالعراق وكان من نقباء هذا الفن الشريف الرضي وأبو الفوارس طراد بن محمد العباسي الهاشمي، ومن الجهات العلمية في عصرنا الحالي:
- مبرة الآل والأصحاب ويرأسها السيد الشريف عبد الله آل حسين الهجاري الحسني الهاشمي.[9]
- نقابة الأشراف العباسيين في العراق ويرأسها الشريف حيدر بن نعمان العباسي الهاشمي.
- النقابة العامة للسادة الأشراف العباسيون الهاشميون في العالم ويرأسها الشريف محمد بن محفوظ بك العباسي ومقرها الموصل.
- جمعية الأشراف في لبنان ويرأسها السيد كمال الحوت الحسيني.[10]
- نقابة السادة الأشراف في جمهورية مصر العربية ويرأسها السيد محمود الشريف.[11]
- الأمانة العامة لأنساب السادة العباسيين الهاشميين وهي جهة علمية لتحقيق وتوثيق النسب العباسي الهاشمي.[12]
- رابطة الأشراف العباسيين الهاشميين بالسودان.[13]
- الهيئة العالمية للانساب والارشفه التاريخية يترأسها الشريف الدكتور محسن الغالبي وهي تابعة للأمم المتحدة.[14][15]
- رابطة الشرفاء الأدارسة وأبناء عمومتهم في المملكة المغربية.[16]
- الرابطة العلمية العالمية للأنساب الهاشمية في المملكة العربية السعودية.[17]
- نقابة السادة الأشراف آل البيت في دولة العراقونقيبها الشريف الدكتور محسن الغالبي[18]
- جمعية أنساب الأشراف العباسيين الهاشميين لتحقيق وتوثيق الأنساب بأسوان.[19]

## اهتمام العرب بأنسابهم
كان للعرب اهتمام بالغ في حفظ الأنساب وتعليمها، وكانوا يقسمون النسب على درجات عرفت بطبقات النسب، إن من يطلع على تاريخ العرب قبل الإسلام يدرك مدى اهتمامهم بحفظ أنسابهم واعراقهم، وانهم تميزوا بذلك عن غيرهم من الأمم الأخرى، ولا يعزى ذلك كله إلى جاهليتهم، كما لا يعزى عدم اهتمام غيرهم كالفرس والروم إلى تحضرهم، وسيتضح لنا ذلك من خلال ما سنعرض له من جوانب في هذا البحث، وإن كان الجهل قد أفرز عصبية بغيضة اساءت إلى علم النسب سواء في ذلك العصر أو حتى في عصور الإسلام المتأخرة. وقد عزى ابن عبد ربه سبب اهتمام العرب بأنسابهم لكونه سبب التعارف، وسلم التواصل، به تتعاطف الأرحام الواشجة.وإذا كانت جاهلية العرب قد أساءت إلى علم النسب أحياناً بسوء استخدامه، فإنها قد اساءت اليه أيضاً من ناحية عدم التدوين الذي تميز به العصر الجاهلي، ولذلك فقد تأخر تدوين الأنساب، ولم يبدأ الا مع بداية العصر الإسلامي. وبسبب غياب التدوين اضطر العرب إلى حفظ انسابهم والعناية بها عن طريق الحفظ والمشافهة، فاشتهر بذلك عدد من أبناء العرب، ينقلون هذا العلم، وينقل عنهم إلى أن جاء عصر التدوين فأخذ عنهم علماء النسب الأوائل.
ومع هذا فينبغي ان لا نغفل بعض الانتقادات الموجهة لقدامى النسابين كابن الكلبي وابن هشام والهمداني وغيرهم، غير أنه يجب التمييز بين جهودهم في حفظ الأنساب وبين بعض الهنات والروايات الضعيفة في مروياتهم.

## شجرة النسب
الشجرة أو المشجر هو لفظ من الألفاظ اللتي توارد استخدامها من أرباب الفنون والمعارف، ليدللوا به على معانٍ تخصهم. من أولئكم: معاشر النسابين، والشعراء، والصوفية، والأطباء.
ومفهوم شجرة النسب عند النسابين:
قال بعض النسابين أنّ مأخذ "التشجير" مأخوذ من: "السبط"، وهو: ضربٌ من الشجر، فجعل الأب اللذي يجمعهم كالشجر الذي يتفرع عنه الأغصان الكثيرة، ولذلك ينقش شكل الشجر في الأنساب"، قاله ابن فندق البيهقي.

## موقف الإسلام من علم النسب
وقف الإسلام من علم النسب موقفاً إيجابياً فاكتسب هذا العلم فضلاً وشرفاً تمثل بعناية رسول الله وحث صحابته على تعلمه، وشهادته لأبي بكر بالتمكن من هذا العلم.
لكن الإسلام نهى عن سوء استخدام الأنساب، والمفاخرة بها لعصبية جاهلية. وكان علم النسب في البداية واحداً من فروع علم التاريخ ثم ما لبث أن صار علماً مستقلاً له أصوله وفنونه وأربابه. وانبرى للاشتغال به كثير من علماء الأمة امتداداً لاشتغالهم بعلم التاريخ الذي لا يستغني عن علم الأنساب والإحاطة به لمن أراد أن يعرف أمته وأعلامها من الصحابة والتابعين والقادة والفاتحين والعلماء والمحدثين وغيرهم. وقد تواتر عن علماء الأمة التأكيد على أهمية هذا العلم، وبسطوا القول في فضله والترغيب به في مقدمات مؤلفاتهم في الأنساب.
وامتد هذا الاهتمام إلى عصرنا الحاضر فألف فيه علماء كبار، أو قدموا لمؤلفات في الأنساب لغيرهم.

## أسباب الاهتمام به في هذا العصر

### الأسباب الغريزية
ويكتسب علم الأنساب اهميته لدى الفرد بوصفه سنة كونية وغريزة إنسانية.هذه الغريزة التي تدفع الإنسان إلى معرفة اصوله وجذوره، وهي التي تجعل كتب الأنساب تحظى بهذا الإقبال وهذا الرواج، ليس عند العرب فقط بل عند كثير من الأمم، مهما بلغوا من العلم والتقدم كما سنرى.

### أسباب حضارية
يقصد بالأسباب الحضارية انه كلما زاد تحضر المجتمعات وازدهرت العلوم فيها فإن الاهتمام بعلم الأنساب يزداد، والبحث في هذا الموضوع يزدهر نتيجة للازدهار العلمي الذي تزداد معه الدراسات والأبحاث لكل مجالات الحياة بما فيها دراسة أحوال السكان وتاريخهم، والتعمق في معرفة جذورهم وسلالاتهم وعلاقة الجماعات بما فيها الافراد والاسر والقبائل والطوائف ببعضها.. وهذا بخلاف ما يعتقد البعض من أن الحضارة تقضي على موضوع الاهتمام بالأنساب.
والدليل على ذلك أن العرب في جاهليتهم مع ما هم عليه من شدة التعصب ومعرفتهم بأنسابهم ومحافظتهم عليها وتفاخرهم بها لم يؤلفوا الكتب في انسابهم ولم يتفننوا في رسم مشجرات العائلة والقبيلة ويضعونها على مداخل بيوتهم، كما هو الحال في عصرنا الحاضر، ومن أدلة ذلك أيضاً ان ازدهار التأليف في علم الانساب انما ظهر في عصور ازدهار الامة الإسلامية، فكثرت المؤلفات والمصنفات في العهد العباسي، ثم تراجع هذا الاهتمام في عصور الانحطاط، ثم عاد الاهتمام مرة ثانية في عصرنا الحاضر.
ونتيجة لانحطاط الامة الإسلامية وضعفها في القرن التاسع عشر في حين كانت أوروبا في اوج نهضتها العلمية فقد تخاذل المسلمون عن تحقيق ما خلفه أوائلهم من امهات كتب الانساب ليقوم الأوروبيون بتلك المهمة. والدليل أن معظم كتب الانساب المعروفة اليوم التي أصبحت مصادر لهذا العلم إنما ألفت في عصور تفوق الامة وقوتها، ومن ذلك على سبيل المثال:
- جماهير القبائل، وحِذف من نسب قريش، لمؤرج السدوسي «ت 195 هـ».
- نسب معد الكبير، لابن السائب الكلبي، ت «204 هـ»، وابنه هشام «ت 213 هـ». صاحب كتاب أنساب حمير وملوكها.
- الطبقات الكبرى، لابن سعد «231 هـ».
- جمهرة أنساب العرب، لابن حزم «ت 456 هـ».
- والإكليل لأبي محمد الهمداني.
- تحفة الأزهار وزلال الأنهار في نسب أبناء الأئمة الأطهار، النسابة ضامن بن شدقم، وغيرهم.

ولو استعرضنا كتاب طبقات النسابين للدكتور بكر أبو زيد لوجدنا أن اعداد النسابين كانت تأخذ شكل العلاقة الطردية مع وضع الأمة الإسلامية، ومن ذلك مثلاً:
إن عدد النسابين المترجم لهم بلغ 47 نسابة في القرن الأول، و 58 في القرن الثاني، و 82 في القرن الثالث، و 88 في الرابع، و 101 في الخامس، و 48 في السادس، و 46 في السابع، و 35 في الثامن، و 31 في التاسع، و 17 في العاشر. وهكذا يبدأ التنازل إلى حد الانقطاع لمدة ثلاثة قرون تقريباً، ثم ينبعث مرة أخرى في العصر الحديث.
لكن عصر انحطاط المسلمين وتراجع الحركة العلمية في القرون الإسلامية المتأخرة لم يقف اثره على التراجع الواضح في الكتابة بهذا العلم بل تعدى ذلك إلى إهمال المؤلفات التي كتبت عبر القرون السابقة وكان من نتيجة هذا الإهمال أن قام عدد من علماء الغرب في عصر نهضتهم الحديثة بدراسة ونشر أمهات كتب التراث الإسلامي، ومنها كتب أنساب القبائل العربية.

### نهضة علم الانساب في العصر الحديث
أما في البلاد العربية فلم تبدأ العناية بهذا الجانب إلا في نهاية القرن التاسع عشر الميلادي وبداية القرن الرابع عشر الهجري «العشرين الميلادي» حيث ظهرت ادبيات كبرى في الانساب في أغلب البلاد العربية:
ففي مصر طبعت المطبعة الأميرية ببولاق العديد من كتب التراث ومنها كتب الانساب والتراجم التي يعدها العلماء اصولا رئيسة لعلم الانساب وأغلبها لنسابين مصريين في العصر الوسيط مثل: صبح الاعشى ونهاية الارب لابي العباس القلقشندي، والخطط المقريزية وقلائد الجمان في التعريف بعرب الزمان للعلامة المقريزي وتاريخ الفيوم وقبائله للصفدي ومسالك الابصار لابن فضل الله العمري، ولب اللباب في تحرير الانساب للسيوطي واعلام القرن العاشر للسخاوي وعشرات غيرها، ثم العالم محمد شاكر الذي حقق كتاب:«جمهرة نسب قريش» للزبير بن بكار، وصدر سنة 1381 هـ....
اما على صعيد التأليف فقد طبع كتاب «الخطط التوفيقية» لعلي باشا مبارك 1905 م من سبعة عشر جزءا امتلأت بالأنساب النادرة المصادر للاسر النبيلة المصرية في هذا الوقت، كما قام عدد من رواد الباحثين باعادة طباعة امهات كتب الانساب ونشرها امثال: احمد لطفي باشا السيد في بداية القرن العشرين حيث الف كتاب «القبائل العربية في مصر» وقام نعوم شقير بتأليف كتابي تاريخ سيناء وتاريخ السودان حيث امتلأ بانساب قبائل هذين الإقليمين ثم توالت الكتب والاسفار في هذا الفن مثل عروبة مصر لشملول وقبائل العرب في مصر في القرون الثلاثة الأولى لخورشد البري والقبائل المصرية للحبوني وطبعت اجزاء تتناول انساب أهل مصر لجنود وضباط الحملة الفرنسية فيما يسمى ب «وصف مصر» لجوبير وغيره، ثم «موسوعة القبائل العربية» لمحمد سليمان الطيب و«معجم قبائل مصر» لايمن زغروت والكثير من كتب الانساب اليوم، وظهرت اعداد كبيرة من مواقع الانساب على الإنترنت.
و على صعيد اخر في الشام والعراق، فقد قام سليمان الدخيل «ت سنة 1364 هـ»، الذي قام سنة 1332 هـ بطبع كتاب:« نهاية الأرب في معرفة أنساب العرب» للقلقشندي. وطبع كتاب:«سبائك الذهب» للبغدادي. وأحمد وصفي زكريا «ت1384 هـ» الذي الف كتاب: «عشائر الشام»، وطبع سنة 1363 هـ، كما قام عمر رضا كحالة بتأليف كتابه الموسوعي العظيم:«معجم قبائل العرب»، وطبع بالشام سنة 1368 هـ. ثم توالت بعد ذلك جهود نشر كتب الأنساب وتحقيقها في البلاد العربية، حيث ظهر اهتمام بعض الكتاب العرب بالتأليف في أنساب القبائل العربية، كما قام كل من محب الدين الخطيب سنة 1368 هـ بطبع الجزء العاشر من كتاب «الإكليل». وفي العراق الف عباس العزاوي كتاب «عشائر العراق»، وطبع سنة 1365 هـ. وفي اليمن عُني العلامة محمد بن علي الأكوع بتحقيق كتاب «الإكليل» وطبع الجزء الأول سنة 1383 هـ.
اما في البلاد السعودية فقد كان الشيخ حمد الجاسر هو الرائد في إحياء هذا العلم واستنهاض الهمم في التأليف والتحقيق فيه من خلال ما نشره في تحقيقات ومراجعات علمية لمخطوطات كتب الأنساب، وكذلك من خلال مؤلفاته مثل:«معجم قبائل المملكة» و«جمهرة انساب الاسر المتحضرة» وغيرهما، وكذلك الشيخ حمد الحقيل في كتابه: كنز الانساب ومجمع الاداب وكذلك مهجم قبائل الحجاز لعاتق غيث البلادي الحربي وغيرها.
و في ليبيا قام التليسي بترجمة كتاب«معجم سكان ليبيا» وفي عمان قام السيابي بتأليف سفره الفريد «اسعاف الأعيان بانساب أهل عمان»
و اخذت مواقع الإنترنت التي تهتم بعلم الانساب في الانتشار واسهمت بنصيب وافر في الحوار والتواصل بين أبناء القبائل وبين النسابين والباحثين وهذه هي قائمة أكبر خمسة مواقع منها:
1. موقع «النسابون العرب»
2. موقع ملتقى القبائل العربية
3. منتدى السادة الاشراف
4. انسابكم دوت كم
5. موقع العمرو

### أسباب أخرى
هناك أسباب أخرى وراء اهتمام بعض الكتاب والباحثين بالتأليف في مجال الانساب واصدار الكتب والموسوعات، وقد يكون من تلك الأسباب على سبيل المثال البحث عن الثروة أو الشهرة والمكانة التي يحققها الباحث في هذا المجال.
وهذا النوع من أسباب الكتابة هو اخطر الأسباب لانه لا يصب في خانة المؤلفات العلمية التي تقوم على المنهج البحثي الصحيح. وللأسف الشديد أيضاً فإن معظم المؤلفات المعاصرة التي ادت إلى ظاهرة زيادة إصدار كتب الأنساب تندرج تحت هذا النوع من المؤلفات، وذلك أن هذا العصر الذي سهل فيه التأليف وتيسرت الطباعة قد اتاح الفرصة للباحثين عن الشهرة من خلال التأليف، حيث وجدوا مجالاً يهم شريحة كبيرة من السكان، فاندفعوا يكتبون بلا ضوابط ولا قيود ولا معايير. كما أن هناك أسباباً أخرى تتمثل في البحث عن مثالب العرب. كما فعل بعض الشعوبيين.

## تدوين الأنساب
لعلماء الأنساب طريقتان في تدوين الأنساب :
- المبسوط. وهو تدوين الأنساب ببسطها على الصفحة مسطوراً كما يدون أي علم آخر. وهو الذي عليه العمل لدى أكثر أهل النسب.
- التشجير. بمعنى رسم سلسة النسب المبسوطة على شكل مشجر، وقد عني كثير من الناس بشجرة العائلة، وظهرت برامج إلكترونية تساعد على التشجير. وهذه الطريقة ما كان يتقنها أي أحد من علماء النسب، ولذا تجنبها الكثيرون منهم لئلا تختلط الخطوط ببعضها وينتج اللبس على القاريء.

والفرق بين الطريقتين، أن في المشجر يبدأ النسّاب بتدوين الشجرة بدأً بالابن ثم الأب ثم الجد حتي يبلغ الجد الأعلي. وأما في المبسوط فيبدأ من الجد الأعلي ثم الأبناء ثم أبناء الأبناء وهكذا إلي منتهي السلسلة مع بيان ما توفر من ترجمة للأعيان المعروفين من السلسلة وما يتعلق بهم من أخبار.

## اهتمام المستشرقين بالأنساب
اهتم المستشرقون الغربيون بدراسة علم الأنساب، اهتماماً ظاهراً، وبرز هذا الاهتمام مع نهوض الحضارة الغربية، حدث ذلك في الوقت الذي تقاعس عنه العرب والمسلمون في القرنين التاسع عشر والعشرين الميلاديين، فالمستشرقون هم الذين ترجموا امهات كتب الأنساب العربية، ومن ذلك على سبيل المثال:
- 1 في سنة 1854 م قام المستشرق الألماني فردناند وستنفيلد بطبع كتاب «الاشتقاق» لابن دريد، وهو كتاب في أنساب القبائل العربية. كما طبع في سنة 1899 م كتاب «مختلف القبائل ومؤتلفها» تأليف: محمد بن حبيب. ووضع جداول مفصلة لانساب القبائل العربية.
- 2 في سنة 1883 م قام المستشرق الألماني وليم اهلوارد «1828 م 1909 م» بطبع الجزء الحادي عشر من كتاب «أنساب الاشراف للبلاذري» على الحجر بخطه.
- 3 في سنة 1936 م قامت «الجامعة العبرية اليهودية» في القدس بطبع جزءين من الكتاب السابق، الجزء الخامس بتحقيق المستشرق س.د.ف. جوتيين.
- 4 في سنة 1938 م قامت الجامعة العبرية أيضاً بطباعة الجزء الثاني من القسم الرابع من الكتاب نفسه، حققه المستشرق ماكس شتوسنجر.
- 5 في سنة 1948 م قام الفرنسي ليفي بروفنسال بطبع كتاب «جمهرة أنساب العرب» لابن حزم.
- 6 في عام 1949 م قام السويدي ك.و.سترستين بطبع كتاب «طرفة الأصحاب في معرفة الأنساب».
- 7 في سنة 1951 م قام ليفي بروفنسال أيضاً بطبع كتاب «نسب قريش» لمصعب بن عبد الله الزبيري «13».

غير انه ينبغي الا ننسى أن بعض المستشرقين قد شككوا في علم النسب، واثاروا شبهات كبيرة حول ما دونه علماء النسب الأقدمون الذين قامت على ايديهم مصادر علم الانساب، فطعنوا بأمهات كتب الانساب ككتاب ابن الكلبي وغيره، وكان على رأس هؤلاء المشككين نولدكه، وروبرتسن سميث، وغيرهما «14». وليس هنا مجال مناقشة آرائهم المبنية على تصورات بعيدة عن الواقع العربي، وقد تصدى علماء العرب والمسلمين لهذه الهجمة التي ترمي إلى تقويض علم النسب.

## المعتنين بالأنساب
المعتنين بالأنساب في العصر الحديث كثير، وتنوعت أساليبهم في الاعتناء بها، إذ اهتم بعض المعتنين بجمع أسماء أفراد أسرة لحفظهم في سجل بإحدى الطريقتين السالفتين، ومحاولة ربط الأسرة بأصلها، بينما لجأ بعض المعتنين إلى جمع أفخاذ القبيلة وبطونها ومحاولة ربطها بالقبيلة الأم التي كان لها ذكر في كتب النسب القديمة. بينما كان للبعض عناية في طباعة كتب النسب المخطوطة.
- السيد الشريف عبد الله آل حسين الهجاري الحسني الهاشمي صاحب مبرة الآل والأصحاب في الكويت.[9]
- النسابة الشريف عصام بن ناهض الهجاري القتادي الحسني.[21]
- العلامة الحجة السيد حسين أبوسعيدة، عالم فقيه، لهو من المصنفات عدة في الانساب من ابرزها «المشجر الوافي»، «المشاهد المشرفة»، مؤسس مكتبة أبوسعيدة الوثائقية العامة في النجف الأشرف - العراق.
- الشريف صبحي محمد علي عيد، رئيس لجنة تحقيق الانساب في نقابة الاشراف بالديار المصرية وتوفي سنة 2009.
- محمد سليمان الطيب وهو باحث مجتهد وصاحب موسوعة القبائل العربية وغيرها من الأبحاث.
- محفوظ بك العباسي صدر له العباسيون بعد احتلال بغداد وإمارة بهدينان العباسية بالإضافة إلى اهتمام علمي بالمشجرات.
- محمد أمين البغدادي العباسي صدر له (سبائك الذهب في معرفة قبائل العرب).[22]
- الشريف عصام الحويري الرباطابي الجعلي العباسي الهاشمي عضو الأمانة العامة لأنساب السادة العباسيين في مصر.[23]
- الشريف الدكتور فهد بن حسين العباس الهاشمي القرشي (ألف مع نسابين آخرين نبذات الوصل لذرية أمير المؤمنين الخليفة أبي جعفر منصور المستنصربالله العباسي).[24]
- النسابة الشريف أحمد شقير العباضلي الحسيني عضو إعلامي بنقابة الأشراف الرسمية في جمهورية مصر العربية.[25]
- الشريف راجح بن حمود الكريمي العبدلي (نسابة قائف).[26]
- الشريف محمد بن حسين الصمداني الحسني.[27]
- الشريف أبوحيدر محمد بن حسين العباسي الهاشمي، شارك مع الشيخ محفوظ العباسي في جمع المشجرات العباسية والبحث اللذي نتج عنه كتاب (غاية المشتاق لمعرفة العباسيين في العراق).[28][29]
- الشريف إبراهيم بن منصور آل زيد.[30]
- حيدر بن نعمان العباسي الهاشمي صدر له كتاب (موسوعة النسب العباسي الهاشمي) ويرأس نقابة الأشراف العباسيين في الكوفة.
- الشريف محمد بن علي الحسني (الرئيس العام للرابطة العلمية العالمية للأنساب الهاشمية).[31]
- سطام بن زكي العباسي الهاشمي صدر له العباسيون عبر التاريخ (تاريخهم ودورهم السياسي والاجتماعي).[8]
- الشريف احمد بن سليمان الرفاعي الحسيني الهاشمي صدر له (منية الطالب في نفي الشوائب) وهو من اسرة باحثين كابر عن كابر
- حسني بن أحمد بن علي العباسي مؤرشف في أنساب العباسيين صدر له كتاب الأساس في أنساب بني العباس.[32]
- الشريف أحمد بن عبد اللطيف الجعفري الطيار الأحسائي.[33]
- الشيخ/حمدي محمود الديداني ال فايد الحرباوي من منسيبي القبائل العربية بالفيوم
- أشرف بوعمود بوطوير أل فايدالحرباوي أحد الشباب الباحثين في انساب القبائل العربية والذي له العديد من الأبحاث الفعالة في تاريخ القبائل العربية وله العديد من المواقع علي الشبكة العنكبوتية (الإنترنت) ملتقي القبائل العربية (قبائل الحرابي بالفيوم).
- النسابة خالد بن رشاد العباس الهاشمي، شارك في البحث اللذي نتج عنه (نبذات الوصل لذرية أمير المؤمنين الخليفة أبي جعفر منصور المستنصربالله العباسي).[24]
- إبراهيم بن منصور الهاشمي الأمير صدرت له عدة كتب عن أنساب الأشراف.[34]
- عباس بصري نسابة ومؤرخ بالتاريخ العباسي وله عدة كتب.[35]
- النسابة الشريف أحمد ضياء بن محمد قللي العنقاوي الجمازي الحسيني.[30]
- الشريف ماجد صلاح الدين، نسابة يختص بانساب الاشراف في مصر.
- حمد الجاسر، وهو مؤرخ وعلامة عظيم الشهرة، له معجم قبائل المملكة وغيرها من المؤلفات.
- الشريف محمد بن منصور آل زيد الحسني يلقب بالنجدي صدر له كتاب (قبائل الطائف وأشراف الحجاز).[36]
- العميد عاتق غيث البلادي، باحث مبدع وصاحب معجم قبائل الحجاز وغيرها.
- احمد أبو خوصة، مؤرخ ومؤسس اتحاد المؤرخين في تاريخ القبائل العربية بالأردن
- عماد محمد العتيقي.
- الشريف حسان بن محمد علي الزينبي الجعفري.
- العلامة السيد مهدي الرجائي، عالم جليل القدر، طبع كثيراً من كتب الأنساب المختصة بالهاشميين.
- أحمد بن سليمان بن صباح ابوبكرة الترباني، أحد الشباب المجتهدين في العناية والكتابة في علم الأنساب على منابر الصحف اليومية، ورسائله في أنساب العرب وما يتعلق بهم كثيرة ومتعددة ذو طابع علمي ومنهجي، ومن أشهر مقالاته (ظاهرة أكلوني البراغيث في كتب المتأخرى ن في علم الأنساب) و (الإلمام في منازل وأعلام وأنساب جذام) و (الشهب العلمية في بيان جهل كمال الحوت وبطلان كتابه جامع الدرر البهية) وغيرها الكثير من المقالات والرسائل في علم الأنساب.
- فائز البدراني، من الباحثين المجتدهدين في تدوين الأنساب وتحقيق الوثائق.
- تركي بن مطلق القداح العتيبي باحث مجتهد في أنساب عتيبة وله تحقيقات على كتب علم الأنساب.
- حشيم البركاتي باحث في أنساب الأشراف وله الرسائل والمشجرات.
- عبد الله العبار باحث في أنساب عنزة وصاحب كتاب (أصدق الدلائل).
- ابن عقيل الظاهري باحث ذو باع في الأنساب والتاريخ والأدب العربي.
- النسابة الشريف مساعد بن منصور بن مساعد آل عبد الله بن سرور ذوي زيد صدر له كتاب (جداول أمراء مكة وحكامها منذ الفتح إلى الوقت الحاضر 8هـ-1420هـ).[37][38]
- الشريف وجدي بن عبد الله الإدريسي الحسني نقيب الأشراف الأدارسة في المملكة العربية السعودية بتفويض من ملك المغرب محمد السادس.[39][40]

## اقرأ أيضاً
- علوم التاريخ المساعدة.
- طبقات النسب